# Jean-Luc Mongrain
 (mai 2025).
Si vous disposez d'ouvrages ou d'articles de référence ou si vous connaissez des sites web de qualité traitant du thème abordé ici, merci de compléter l'article en donnant les références utiles à sa vérifiabilité et en les liant à la section « Notes et références ».
Jean-Luc Mongrain, né le 16 juillet 1951 à Montréal, est un journaliste et animateur de télévision québécois.

## Biographie

### Carrière médiatique
Diplômé en théologie de l'Université de Sherbrooke, Jean-Luc Mongrain a commencé sa carrière comme professeur en religion  à l'école secondaire Immaculée-Conception à Sherbrooke en 1973.
En 1974, en communication à la radio CJRS de Sherbrooke comme lecteur de nouvelles et journaliste en 1974.
En 1982, il a acheté La Nouvelle du Haut-François, puis il a géré La Nouvelle de Sherbrooke pendant trois ans.
En 1986, après avoir fondé le journal La Nouvelle, il fait ses débuts à la télévision avec L'Heure juste, une émission hebdomadaire d'affaires publiques. Il passe ensuite neuf années à TVA où il anime sa propre émission quotidienne intitulée Mongrain de sel.
Entre septembre 1999 et mai 2008, il anime Le Grand Journal en semaine à TQS, entre 16h30 et 18h30. À ce poste, il innove en remplaçant la simple lecture des nouvelles par une approche nouvelle, commentant les événements de l'actualité avec ses opinions parfois controversées.  Cette approche est efficace et incite les réseaux concurrents à s'ajuster[réf. souhaitée]. Il est également animateur de l'émission « Pourquoi ? » à TQS. 
Il est porte-parole du « Club Des Petits Déjeuners du Québec », durant plusieurs années. 
Au printemps 2009, M. Mongrain reviendra à la télévision, au réseau LCN, dans une émission de 90 minutes. Cette émission fut par la suite prolongée à une durée de 105 minutes.
Le 4 avril 2012, il quitte LCN  en raison du contrat qu'il refuse de signer.
En 2014, il est porte-parole du « Concours musical international de Montréal » (CMIM). En 2014-2015, Jean-Luc Mongrain participe à la réalisation et à la production d'un documentaire nommé « Coupable ou Malade ? ». Il participe également à l'émission « Indemnes ». Toujours en 2015, il écrit un livre « Prendre la Parole », sur l'art de parler en public.
En avril 2020, durant le confinement de la pandémie de Covid-19, Jean-Luc Mongrain intervient sur un nouveau compte Facebook officiellement identifié. Dès sa première vidéo filmée pour le public, Mongrain atteint un auditoire de 1,5 million de visionnements.

### Prise d'otage
Le 21 octobre 1998, un homme s'est barricadé avec un otage dans son logement de la rue Sainte-Catherine, à Montréal. Après avoir demandé la présence de Jean-Luc Mongrain comme médiateur et avoir négocié avec ce dernier, l'homme s'est rendu aux pompiers.

## Distinctions
Jean-Luc Mongrain a récolté au cours de sa carrière télévisuelle, dix-huit statuettes Artis, un record, au Gala des Métrostars. En 2010, il a reçu le prix Artis pour meilleur animateur d'émission d'affaires publiques.
À la fondation du CHUS, il y a le « Fonds Jean-Luc Mongrain » pour encourager la recherche médicale faite par les médecins et les chercheurs du Centre de recherche clinique Étienne-Le Bel (CRC). 